# Podalyria burchellii
Podalyria burchellii är en ärtväxtart som beskrevs av Dc. Podalyria burchellii ingår i släktet Podalyria och familjen ärtväxter. Inga underarter finns listade i Catalogue of Life.